# 스타 컨트롤 II
《스타 컨트롤 II: 디 우르콴 마스터즈》는 토이스 포 밥이 개발하고 애컬레이드가 배급한 1992년 어드벤처 게임이다. 《스타 컨트롤》 시리즈 두 번째 작품으로 전략 게임이었던 전작 《스타 컨트롤 (1990)》과는 달리 이야기를 중심으로 여러 장르 게임플레이들을 결합했다.
1편에서 연합군이 외계문명 '위계'에 패배하고 지구가 우르콴의 식민지가 된 결말이 배경으로, 주인공 위계의 지배를 피해 변방 출신 함장이다. 플레이어가 신기술로 무장한 한 척의 우주선을 끌고 25종에 달하는 외계세력와 교류하면서 위계를 이끄는 우르콴을 격퇴하고 인류를 구원하는 것이 게임의 목표이다.
출시 당시 《스타 컨트롤 II》은 전폭적인 호평을 받았으며 후향적 평가에서 최고의 컴퓨터 게임으로 거론된다. 1994년에 크리스털 다이내믹스가 이식한 3DO판이 발매됐으며 콤팩트 디스크 매체를 사용해 강화된 그래픽과 목소리 연기 등을 추가했다. 3DO판의 경우 2002년에 소드 코드가 GNU 일반 공중 사용 허가서 아래에, 게임 내용은 크리에이티브 커먼즈 라이선스로 공개됐다. 이후 3DO판은 리마스터 《디 우르콴 마스터즈》로 재공개됐다. 1996년에 후속작 《스타 컨트롤 3》이 출시됐다.

## 반응
《스타 컨트롤 II》 컴퓨터판은 발매 당시 긍정적인 평가를 받았으며 다양한 종목에서 수상받았다.

## 참조

### 주해
1. ↑  영어: Star Control II: The Ur-Quan Masters